# Tornado (Parque de Atracciones de Madrid)
Tornado es una montaña rusa invertida de acero que se sitúa en el Parque de Atracciones de Madrid, en la Casa de Campo, en Madrid, España. Fabricado por Intamin AG, se inauguró el 23 de mayo de 1999.

## Descripción
Tornado es una montaña rusa invertida con una longitud de 800 metros y una altura de 29,9 m. Es inusual entre las montañas rusas hechas por Intamin en utilizar un elevación mediante cadena en vez de una lanzadera magnética. Presenta 3 inversiones: 2 ''loopings'', un sacacorchos, y una caída de casi 30 m a 80 km/h.
La atracción estuvo diseñada por Ing.-Büro Stengel GmbH y abrió el 23 de mayo de 1999. Es una de las cinco atracciones en el parque que forman parte de los problemas de la asignatura de Física del libro de ejercicios de estudiantes que ganó el premio de Madrid de materiales de enseñanza.

## Recorrido
Cuando Tornado empieza, el tren sale de la estación y sube mediante elevación con cadena. Los viajeros entonces caen 30 metros y logran una velocidad de 80 kilómetros por hora antes de entrar en el primer ''looping'', seguido por otro más. El tren entonces pasa por un sacacorchos, el cual es una de las inversiones. Entonces va a través de 2 o 3 hélices antes de pasar por la recta de freno, que trae de vuelta a los viajeros a la estación, donde la atracción termina. La atracción dura 2 minutos.

## Controversias
En junio de 2009, la atracción fue temporalmente cerrada porque era tan popular en adolescentes que había riesgo de accidente. En 2011, una queja que el ruido del parque superó límites legales señalaba a Tornado más ruidoso que las dos nuevas montañas rusas del mismo parque: Tarántula y Abismo.